# Coon Valley
Coon Valley és una població dels Estats Units a l'estat de Wisconsin. Segons el cens del 2000 tenia 714 habitants.

## Demografia
Segons el cens del 2000, Coon Valley tenia 714 habitants, 307 habitatges, i 209 famílies. La densitat de població era de 255,3 habitants per km².
Dels 307 habitatges en un 27,7% hi vivien nens de menys de 18 anys, en un 57,3% hi vivien parelles casades, en un 6,8% dones solteres, i en un 31,9% no eren unitats familiars. En el 28% dels habitatges hi vivien persones soles el 16% de les quals corresponia a persones de 65 anys o més que vivien soles. El nombre mitjà de persones vivint en cada habitatge era de 2,28 i el nombre mitjà de persones que vivien en cada família era de 2,78.
Per edats la població es repartia de la següent manera: un 22,4% tenia menys de 18 anys, un 4,8% entre 18 i 24, un 28,3% entre 25 i 44, un 23,4% de 45 a 60 i un 21,1% 65 anys o més.
L'edat mediana era de 42 anys. Per cada 100 dones de 18 o més anys hi havia 97,2 homes.
La renda mediana per habitatge era de 36.458 $ i la renda mediana per família de 45.962 $. Els homes tenien una renda mediana de 31.736 $ mentre que les dones 21.176 $. La renda per capita de la població era de 18.292 $. Aproximadament el 6,3% de les famílies i el 9,4% de la població estaven per davall del llindar de pobresa.

## Poblacions més properes
El següent diagrama mostra les poblacions més properes.